# Crested Butte, Colorado
Crested Butte este un orășel cu statutul de town comună situată în comitatul Gunnison, statul Colorado, Statele Unite ale Americii. Localitatea minieră de odinioară a devenit un centru turistic american al sporturilor de iarnă.

## Date geografice
Crested Butte se află la poalele muntelui "Crested Butte", la 45 km nord de Gunnison și la 370 km sud-vest de Denver, capitala statului Colorado. Localitatea se află la altitudinea de 2708 m deasupra n.m. are o suprafață de 1,8 km² și avea în anul 2008 1.671 de locuitori.

## Istoric
Localitatea, se află în regiunea situată la nord statului, în valea East River, și se găsește pe un fost ținut de vânătoare al indienilor Paiute, care obișnuiau să vină aici din Marele Bazin prin trecătoarea Kebler. În anul 1874 regiunea este descoperită de o expediție condusă de olandezul Ferdinand Vandeveer Hayden care au urcat pe valea Gunnison River, un afluent al fluviului Colorado. Regiunea bogată în zăcăminte de argint, a declanșat o febră de îmbogățire a coloniștilor albi. Aceștia au sosit aici și au deschis în regiune, mine numeroase. Localitatea din centrul regiunii miniere a luat ființă în anul 1880. Deja în noiembrie 1881, a fost construită între Crested Butte și Gunnison, o cale ferată cu ecartament îngust, pe care se transporta mai ales minereu și cărbuni. Localitatea este dată uitării pe timpul când scade pe piață, prețul argintului.

## Personalități marcante
- Heidi Montag (n. 1986), actriță și cântăreață